# Kabinett Oettinger I
Das Kabinett Oettinger I bildete sich nach Rücktritt des ehemaligen Ministerpräsidenten Erwin Teufel in der 13. Wahlperiode des Landtags Baden-Württemberg und bestand vom 29. April 2005 bis 14. Juni 2006.
| Amt                                                                             | Name                                                                                                  | Partei | Partei  |
| ------------------------------------------------------------------------------- | --- | ------ | ------- |
| Ministerpräsident                                                               | Günther Oettinger                                                                                     |        | CDU     |
| Stellvertretender Ministerpräsident                                             | Ernst Pfister                                                                                         |        | FDP/DVP |
| Minister für Wirtschaft                                                         | Ernst Pfister                                                                                         |        | FDP/DVP |
| Minister im Staatsministerium und für europäische Angelegenheiten               | Willi Stächele                                                                                        |        | CDU     |
| Inneres                                                                         | Heribert Rech                                                                                         |        | CDU     |
| Kultus, Jugend und Sport                                                        | Annette Schavan (bis 5. Oktober 2005)                                                                 |        | CDU     |
| Kultus, Jugend und Sport                                                        | Helmut Rau (ab 5. Oktober 2005)                                                                       |        | CDU     |
| Wissenschaft, Forschung und Kunst                                               | Peter Frankenberg                                                                                     |        | CDU     |
| Justiz                                                                          | Ulrich Goll                                                                                           |        | FDP/DVP |
| Finanzen                                                                        | Gerhard Stratthaus                                                                                    |        | CDU     |
| Ernährung und Ländlicher Raum                                                   | Peter Hauk                                                                                            |        | CDU     |
| Arbeit und Soziales                                                             | Andreas Renner (bis 1. Februar 2006)                                                                  |        | CDU     |
| Arbeit und Soziales                                                             | Monika Stolz (ab 1. Februar 2006)                                                                     |        | CDU     |
| Umwelt                                                                          | Tanja Gönner                                                                                          |        | CDU     |
| Minister und Bevollmächtigter des Landes beim Bund                              | Wolfgang Reinhart                                                                                     |        | CDU     |
| Staatssekretär im Wirtschaftsministerium                                        | Horst Mehrländer                                                                                      |        | FDP/DVP |
| Staatsrat für Lebenswissenschaften im Staatsministerium                         | Konrad Beyreuther                                                                                     |        |         |
| Politischer Staatssekretär im Innenministerium                                  | Rudolf Köberle                                                                                        |        | CDU     |
| Politischer Staatssekretär im Ministerium für Kultus, Jugend und Sport          | Helmut Rau (bis 5. Oktober 2005) Monika Stolz (bis 1. Februar 2006) Georg Wacker (ab 1. Februar 2006) |        | CDU     |
| Politischer Staatssekretär im Ministerium für Wissenschaft, Forschung und Kunst | Michael Sieber                                                                                        |        | CDU     |
| Politischer Staatssekretär im Finanzministerium                                 | Dieter Hillebrand                                                                                     |        | CDU     |
| Politische Staatssekretärin im Sozialministerium                                | Johanna Lichy                                                                                         |        | CDU     |
| Politische Staatssekretärin im Ministerium für Ernährung und Ländlichen Raum    | Friedlinde Gurr-Hirsch                                                                                |        | CDU     |
| Staatssekretär im Staatsministerium                                             | Rudolf Böhmler                                                                                        |        | CDU     |